# Follow de Leader
Singles de Edalam
Ding Ding
(2010) La Cata
(2011)
Follow de Leader est le quatrième single d'Edalam et son troisième à atteindre les hit-parades. Celui-ci est le mieux classés de tous. Il se classe 9e en France, et 12e du Club 40.
Ce titre est une reprise du duo Nigel & Marvin de 1998.

## Classements
| Classement (2010) | Meilleure position |
| ----------------- | ------------------ |
| France (SNEP)     | 9                  |
| France (Club 40)  | 14                 |